# Ceny Sdružení filmových a televizních herců za nejlepší ženský herecký výkon v seriálu (drama)

Anna Sawai, aktuální držitelka ocenění

Ceny Sdružení filmových a televizních herců za nejlepší ženský herecký výkon v seriálu (drama) každoročně uděluje Americký odborový svaz herců a televizních a rozhlasových umělců (SAG-AFTRA).

## Vítězové a nominovaní

### 1994–1999
| Rok       | Vítězové a nominovaní | Seriál                 | Role                |
| --------- | --------------------- | ---------------------- | ------------------- |
| 1994 (1.) | Kathy Baker           | Picket Fences          | Jill Brock          |
| 1994 (1.) | Swoosie Kurtz         | Sisters                | Alexandra Barker    |
| 1994 (1.) | Angela Lansburyová    | To je vražda, napsala  | Jessica Fletcher    |
| 1994 (1.) | Jane Seymour          | Doktorka Quinnová      | Michaela Quinn      |
| 1994 (1.) | Cicely Tyson          | Komando andělů         | Carrie Grace Battle |
| 1995 (2.) | Gillian Andersonová   | Akta X                 | Dana Scullyová      |
| 1995 (2.) | Christine Lahti       | Nemocnice Chicago Hope | Kathryn Austin      |
| 1995 (2.) | Sharon Lawrence       | Policie New York       | Sylvia Costas       |
| 1995 (2.) | Julianna Margulies    | Pohotovost             | Carol Hathaway      |
| 1995 (2.) | Sela Ward             | Sisters                | Theodora Sorenson   |
| 1996 (3.) | Gillian Andersonová   | Akta X                 | Dana Scullyová      |
| 1996 (3.) | Kim Delaney           | Policie New York       | Diane Russell       |
| 1996 (3.) | Christine Lahti       | Nemocnice Chicago Hope | Kathryn Austin      |
| 1996 (3.) | Della Reese           | Dotek anděla           | Tess                |
| 1996 (3.) | Jane Seymour          | Doktorka Quinnová      | Michaela Quinn      |
| 1997 (4.) | Julianna Margulies    | Pohotovost             | Carol Hathaway      |
| 1997 (4.) | Gillian Andersonová   | Akta X                 | Dana Scullyová      |
| 1997 (4.) | Kim Delaney           | Policie New York       | Diane Russell       |
| 1997 (4.) | Christine Lahti       | Nemocnice Chicago Hope | Kathryn Austin      |
| 1997 (4.) | Della Reese           | Dotek anděla           | Tess                |
| 1998 (5.) | Julianna Margulies    | Pohotovost             | Carol Hathaway      |
| 1998 (5.) | Gillian Andersonová   | Akta X                 | Dana Scullyová      |
| 1998 (5.) | Kim Delaney           | Policie New York       | Diane Russell       |
| 1998 (5.) | Christine Lahti       | Nemocnice Chicago Hope | Kathryn Austin      |
| 1998 (5.) | Annie Potts           | Každým dnem            | Mary Elizabeth Sims |
| 1999 (6.) | Edie Falco            | Rodina Sopránů         | Carmela Soprano     |
| 1999 (6.) | Gillian Andersonová   | Akta X                 | Dana Scullyová      |
| 1999 (6.) | Lorraine Bracco       | Rodina Sopránů         | Jennifer Melfi      |
| 1999 (6.) | Nancy Marchand        | Rodina Sopránů         | Livia Soprano       |
| 1999 (6.) | Annie Potts           | Každým dnem            | Mary Elizabeth Sims |

### 2000–2009
| Rok        | Vítězové a nominovaní | Seriál                                    | Role                       |
| ---------- | --------------------- | ----------------------------------------- | -------------------------- |
| 2000 (7.)  | Allison Janney        | Západní křídlo                            | Claudia Jean "C. J." Cregg |
| 2000 (7.)  | Gillian Andersonová   | Akta X                                    | Dana Scullyová             |
| 2000 (7.)  | Edie Falco            | Rodina Sopránů                            | Carmela Soprano            |
| 2000 (7.)  | Sally Fieldová        | Pohotovost                                | Maggie Wyczenski           |
| 2000 (7.)  | Lauren Graham         | Gilmorova děvčata                         | Lorelai Gilmore            |
| 2000 (7.)  | Sela Ward             | Druhá šance                               | Lily Manning               |
| 2001 (8.)  | Allison Janney        | Západní křídlo                            | Claudia Jean "C. J." Cregg |
| 2001 (8.)  | Lorraine Bracco       | Rodina Sopránů                            | Jennifer Melfi             |
| 2001 (8.)  | Stockard Channing     | Západní křídlo                            | Abbey Bartlet              |
| 2001 (8.)  | Tyne Daly             | Soudkyně Amy                              | Maxine Gray                |
| 2001 (8.)  | Edie Falco            | Rodina Sopránů                            | Carmela Soprano            |
| 2001 (8.)  | Lauren Graham         | Gilmorova děvčata                         | Lorelai Gilmore            |
| 2002 (9.)  | Edie Falco            | Rodina Sopránů                            | Carmela Soprano            |
| 2002 (9.)  | Amy Brenneman         | Soudkyně Amy                              | Amy Gray                   |
| 2002 (9.)  | Lorraine Bracco       | Rodina Sopránů                            | Jennifer Melfi             |
| 2002 (9.)  | Allison Janney        | Západní křídlo                            | Claudia Jean "C. J." Cregg |
| 2002 (9.)  | Lily Tomlin           | Západní křídlo                            | Deborah Fiderer            |
| 2003 (10.) | Frances Conroy        | Odpočívej v pokoji                        | Ruth Fisher                |
| 2003 (10.) | Stockard Channing     | Západní křídlo                            | Abbey Bartlet              |
| 2003 (10.) | Tyne Daly             | Soudkyně Amy                              | Maxine Gray                |
| 2003 (10.) | Jennifer Garnerová    | Alias                                     | Sydney Bristow             |
| 2003 (10.) | Mariska Hargitay      | Zákon a pořádek: Útvar pro zvláštní oběti | Olivia Benson              |
| 2003 (10.) | Allison Janney        | Západní křídlo                            | Claudia Jean "C. J." Cregg |
| 2004 (11.) | Jennifer Garnerová    | Alias                                     | Sydney Bristow             |
| 2004 (11.) | Drea de Matteo        | Rodina Sopránů                            | Adriana La Cerva           |
| 2004 (11.) | Edie Falco            | Rodina Sopránů                            | Carmela Soprano            |
| 2004 (11.) | Allison Janney        | Západní křídlo                            | Claudia Jean "C. J." Cregg |
| 2004 (11.) | Christine Lahti       | Jack & Bobby                              | Grace McCallister          |
| 2005 (12.) | Sandra Oh             | Chirurgové                                | Cristina Yang              |
| 2005 (12.) | Patricia Arquette     | Medium                                    | Allison Dubois             |
| 2005 (12.) | Geena Davisová        | První prezidentka                         | Mackenzie Allen            |
| 2005 (12.) | Mariska Hargitay      | Zákon a pořádek: Útvar pro zvláštní oběti | Olivia Benson              |
| 2005 (12.) | Kyra Sedgwick         | Closer                                    | Brenda Leigh Johnson       |
| 2006 (13.) | Chandra Wilson        | Chirurgové                                | Miranda Bailey             |
| 2006 (13.) | Patricia Arquette     | Medium                                    | Allison Dubois             |
| 2006 (13.) | Edie Falco            | Rodina Sopránů                            | Carmela Soprano            |
| 2006 (13.) | Mariska Hargitay      | Zákon a pořádek: Útvar pro zvláštní oběti | Olivia Benson              |
| 2006 (13.) | Kyra Sedgwick         | Closer                                    | Brenda Leigh Johnson       |
| 2007 (14.) | Edie Falco            | Rodina Sopránů                            | Carmela Soprano            |
| 2007 (14.) | Glenn Close           | Patty Hewes - nebezpečná advokátka        | Patty Hewes                |
| 2007 (14.) | Sally Fieldová        | Bratři a sestry                           | Nora Walker                |
| 2007 (14.) | Holly Hunter          | Božská mrcha                              | Grace Hanadarko            |
| 2007 (14.) | Kyra Sedgwick         | Closer                                    | Brenda Leigh Johnson       |
| 2008 (15.) | Sally Fieldová        | Bratři a sestry                           | Nora Walker                |
| 2008 (15.) | Mariska Hargitay      | Zákon a pořádek: Útvar pro zvláštní oběti | Olivia Benson              |
| 2008 (15.) | Holly Hunter          | Božská mrcha                              | Grace Hanadarko            |
| 2008 (15.) | Elisabeth Mossová     | Šílenci z Manhattanu                      | Peggy Olson                |
| 2008 (15.) | Kyra Sedgwick         | Closer                                    | Brenda Leigh Johnson       |
| 2009 (16.) | Julianna Margulies    | Dobrá manželka                            | Alicia Florrick            |
| 2009 (16.) | Patricia Arquette     | Medium                                    | Allison Dubois             |
| 2009 (16.) | Glenn Close           | Patty Hewes - nebezpečná advokátka        | Patty Hewes                |
| 2009 (16.) | Mariska Hargitay      | Zákon a pořádek: Útvar pro zvláštní oběti | Olivia Benson              |
| 2009 (16.) | Holly Hunter          | Božská mrcha                              | Grace Hanadarko            |
| 2009 (16.) | Kyra Sedgwick         | Closer                                    | Brenda Leigh Johnson       |

### 2010–2019
| Rok        | Vítězové a nominovaní | Seriál                                    | Role                                          |
| ---------- | --------------------- | ----------------------------------------- | --------------------------------------------- |
| 2010 (17.) | Julianna Margulies    | Dobrá manželka                            | Alicia Florrick                               |
| 2010 (17.) | Glenn Close           | Patty Hewes - nebezpečná advokátka        | Patty Hewes                                   |
| 2010 (17.) | Mariska Hargitay      | Zákon a pořádek: Útvar pro zvláštní oběti | Olivia Benson                                 |
| 2010 (17.) | Elisabeth Mossová     | Šílenci z Manhattanu                      | Peggy Olson                                   |
| 2010 (17.) | Kyra Sedgwick         | Closer                                    | Brenda Leigh Johnson                          |
| 2011 (18.) | Jessica Lange         | American Horror Story                     | Constance Langdon                             |
| 2011 (18.) | Kathy Batesová        | Harry's Law                               | Harriet "Harry" Korn                          |
| 2011 (18.) | Glenn Close           | Patty Hewes - nebezpečná advokátka        | Patty Hewes                                   |
| 2011 (18.) | Julianna Margulies    | Dobrá manželka                            | Alicia Florrick                               |
| 2011 (18.) | Kyra Sedgwick         | Closer                                    | Brenda Leigh Johnson                          |
| 2012 (19.) | Claire Danes          | Ve jménu vlasti                           | Carrie Mathison                               |
| 2012 (19.) | Michelle Dockeryová   | Panství Downton                           | Lady Mary Crawley                             |
| 2012 (19.) | Jessica Lange         | American Horror Story: Asylum             | Sister Jude Martin / Judy Martin              |
| 2012 (19.) | Julianna Margulies    | Dobrá manželka                            | Alicia Florrick                               |
| 2012 (19.) | Maggie Smithová       | Panství Downton                           | Violet Crawleyová, hraběnka vdova Granthamová |
| 2013 (20.) | Maggie Smithová       | Panství Downton                           | Violet Crawleyová, hraběnka vdova Granthamová |
| 2013 (20.) | Claire Danes          | Ve jménu vlasti                           | Carrie Mathison                               |
| 2013 (20.) | Anna Gunn             | Perníkový táta                            | Skyler White                                  |
| 2013 (20.) | Jessica Lange         | American Horror Story: Coven              | Fiona Goode                                   |
| 2013 (20.) | Kerry Washingtonová   | Skandál                                   | Olivia Pope                                   |
| 2014 (21.) | Viola Davis           | Vražedná práva                            | Annalise Keating                              |
| 2014 (21.) | Claire Danes          | Ve jménu vlasti                           | Carrie Mathison                               |
| 2014 (21.) | Julianna Margulies    | Dobrá manželka                            | Alicia Florrick                               |
| 2014 (21.) | Tatiana Maslany       | Orphan Black                              | Různé postavy                                 |
| 2014 (21.) | Maggie Smithová       | Panství Downton                           | Violet Crawleyová, hraběnka vdova Granthamová |
| 2014 (21.) | Robin Wrightová       | Dům z karet                               | Claire Underwood                              |
| 2015 (22.) | Viola Davis           | Dobrá manželka                            | Annalise Keating                              |
| 2015 (22.) | Claire Danes          | Ve jménu vlasti                           | Carrie Mathison                               |
| 2015 (22.) | Julianna Margulies    | Dobrá manželka                            | Alicia Florrick                               |
| 2015 (22.) | Maggie Smithová       | Panství Downton                           | Violet Crawleyová, hraběnka vdova Granthamová |
| 2015 (22.) | Robin Wrightová       | Dům z karet                               | Claire Underwood                              |
| 2016 (23.) | Claire Foy            | Koruna                                    | Královna Alžběta II.                          |
| 2016 (23.) | Millie Bobby Brownová | Stranger Things                           | Jedenáctka                                    |
| 2016 (23.) | Thandie Newton        | Westworld                                 | Maeve Millay                                  |
| 2016 (23.) | Winona Ryder          | Stranger Things                           | Joyce Byersová                                |
| 2016 (23.) | Robin Wrightová       | Dům z karet                               | Claire Underwood                              |
| 2017 (24.) | Claire Foy            | Koruna                                    | Královna Alžběta II.                          |
| 2017 (24.) | Elisabeth Mossová     | Příběh služebnice                         | June Osborne/Offred                           |
| 2017 (24.) | Millie Bobby Brownová | Stranger Things                           | Jedenáctka                                    |
| 2017 (24.) | Laura Linneyová       | Ozark                                     | Wendy Byrdeová                                |
| 2017 (24.) | Robin Wrightová       | Dům z karet                               | Claire Underwood                              |
| 2018 (25.) | Sandra Oh             | Na mušce                                  | Eva Polastri                                  |
| 2018 (25.) | Elisabeth Mossová     | Příběh služebnice                         | June Osborne/Offred                           |
| 2018 (25.) | Laura Linneyová       | Ozark                                     | Wendy Byrdeová                                |
| 2018 (25.) | Julia Garner          | Ozark                                     | Ruth Langmoreová                              |
| 2018 (25.) | Robin Wrightová       | Dům z karet                               | Claire Underwood                              |
| 2019 (26.) | Jennifer Aniston      | The Morning Show                          | Alex Levy                                     |
| 2019 (26.) | Elisabeth Mossová     | Příběh služebnice                         | June Osborne/Offred                           |
| 2019 (26.) | Jodie Comer           | Na mušce                                  | Oksana Astankova / Villanelle                 |
| 2019 (26.) | Olivia Colmanová      | Koruna                                    | Královna Alžběta II.                          |
| 2019 (26.) | Helena Bonham Carter  | Koruna                                    | Princezna Margaret                            |

### 2020–2029
| Rok        | Vítězové a nominovaní | Seriál              | Role                                         |
| ---------- | --------------------- | ------------------- | -------------------------------------------- |
| 2020 (27.) | Gillian Andersonová   | Koruna              | Margaret Thatcherová                         |
| 2020 (27.) | Olivia Colmanová      | Koruna              | Královna Alžběta II.                         |
| 2020 (27.) | Emma Corrin           | Koruna              | princezna Diana                              |
| 2020 (27.) | Julia Garner          | Ozark               | Ruth Langmoreová                             |
| 2020 (27.) | Laura Linneyová       | Ozark               | Wendy Byrdeová                               |
| 2021 (28.) | Čong Ho-jon           | Hra na oliheň       | Kang Se-bjok                                 |
| 2021 (28.) | Jennifer Aniston      | The Morning Show    | Alexandra „Alex“ Levy                        |
| 2021 (28.) | Elisabeth Mossová     | Příběh služebnice   | June Osborne                                 |
| 2021 (28.) | Sarah Snooková        | Boj o moc           | Siobhan „Shiv“ Roy                           |
| 2021 (28.) | Reese Witherspoon     | The Morning Show    | Bradley Jackson                              |
| 2022 (29.) | Jennifer Coolidge     | Bílý lotos          | Tanya McQuoidová-Hunt                        |
| 2022 (29.) | Elizabeth Debicki     | Koruna              | princezna Diana                              |
| 2022 (29.) | Julia Garner          | Ozark               | Ruth Langmoreová                             |
| 2022 (29.) | Laura Linneyová       | Ozark               | Wendy Byrdeová                               |
| 2022 (29.) | Zendaya               | Euforie             | Rue Bennettová                               |
| 2023 (30.) | Elizabeth Debicki     | Koruna              | princezna Diana                              |
| 2023 (30.) | Jennifer Aniston      | The Morning Show    | Alexandra „Alex“ Levy                        |
| 2023 (30.) | Bella Ramsey          | The Last of Us      | Ellie                                        |
| 2023 (30.) | Keri Russellová       | Diplomatické vztahy | Katherine „Kate“ Wyler                       |
| 2023 (30.) | Sarah Snooková        | Boj o moc           | Siobhan „Shiv“ Roy                           |
| 2024 (31.) | Anna Sawai            | Šógun               | Mariko Toda                                  |
| 2024 (31.) | Kathy Batesová        | Matlock             | Madeline „Matty“ Matlock / Madeline Kingston |
| 2024 (31.) | Nicola Coughlanová    | Bridgertonovi       | Penelope Bridgerton                          |
| 2024 (31.) | Allison Janney        | Diplomatické vztahy | Grace Penn                                   |
| 2024 (31.) | Keri Russellová       | Diplomatické vztahy | Katherine „Kate“ Wyler                       |

## Herečky s více vítězstvími
| 4 vítězství - Julianna Margulies 3 vítězství - Gillian Andersonová - Edie Falco | 2 vítězství - Viola Davis - Claire Foy - Allison Janney - Sandra Oh |